# Tatort: Nachtsicht
Nachtsicht ist ein Fernsehfilm aus der Krimireihe Tatort. Der vom Radio Bremen produzierte Beitrag wurde am 12. März 2017 im Ersten und im SRF 1 ausgestrahlt. In dieser 1014. Tatort-Folge ermitteln die Bremer Kommissare Lürsen und Stedefreund ihren 35. Fall.

## Handlung
Lürsen und Stedefreund werden an einen Tatort gerufen, wo der 23 Jahre alte Patrick Wernsmann von einem PKW mehrfach und mit voller Absicht überfahren wurde. Die Polizei, welche unter anderem Reifen- und Lackspuren sicherstellt, findet in der Nähe des Toten ein Prepaid-Handy, welches auf den Namen Kristian Friedland registriert ist. Der als Maler und Lackierer tätige Friedland wird auf das Kommissariat gebracht. Mitten im Verhör erscheint sein autoritär auftretender Vater, Jost Friedland, ein erfolgreicher Lebensmittelchemiker, der seinen Sohn rigoros zum Mitkommen auffordert, bevor Kristian eine Aussage machen kann. Jost unternimmt alles, um das heile Familienbild zu wahren. Dabei soll seine Ehefrau Leonie, die vor 30 Jahren ein Bein bei einem Unfall verlor und inzwischen unheilbar an einer Krebserkrankung leidet, nichts von den Verdachtsmomenten der Polizei ihrem Sohn gegenüber wissen. In der Vergangenheit hatte Kristian schon des Öfteren Probleme mit Alkohol- und Drogenmissbrauch gehabt. Der suizidgefährdete Mann musste nach einem Autounfall eine Zeitlang seinen Führerschein abgeben.
Die Eltern eröffnen Kristian und seiner Freundin Tajana, die im Rollstuhl sitzt, dass sie planen, nach Kanada auszuwandern und ihnen das Haus überschreiben möchten. In der Nacht kommt es zu einem zweiten Mord. Dennis Kutschke wird auf die gleiche Art und Weise getötet wie Wernsmann. Linda Selb vom BKA wird in die Ermittlungen mit eingebunden. Sie findet heraus, dass die Lackspuren des PKW, welcher die beiden jungen Männer getötet hatte, nicht von einem herkömmlichen Autolack stammen können, sondern dass es sich dabei um eine Spezialmischung, eine Art „radarabweisende Tarnfarbe“ handeln muss. Die Ermittler erkennen einen Zusammenhang mit weiteren Tötungsdelikten, die sich im ländlichen Umkreis von Bremen ereignet haben und bei denen Fahrerflucht begangen wurde. Daraus schließen sie, dass es sich mit hoher Wahrscheinlichkeit um Serientaten eines einzelnen Täters handelt. Alle Indizien deuten darauf hin, dass Kristian Friedland direkt in die Mordfälle verwickelt sein muss. Die Beweislast gegen ihn erhärtet sich nach einer dritten Tat.
Kristians Mutter entdeckt den Rucksack, den ihr Sohn während der Taten mit sich führt. In diesem Rucksack befindet sich ein hochmodernes Nachtsichtgerät. Mithilfe dieser Vorrichtung und des Umbaus des Autos (geräuscharmer Elektromotor für die Schleichfahrt, mattschwarze Tarnfarbe, austauschbare Stoßstangen, kein Nummernschild) konnte Kristian bei Dunkelheit unbemerkt an seine Opfer heranfahren. Ein Auto, welches zu einer Waffe umfunktioniert wurde, um die nächtliche Jagd auf Menschen zu perfektionieren. Die Polizei findet in seinem Kinderzimmer eine Reihe von selbstgemalten Bildern, welche äußerst brutale Motive zeigen. Die Erkenntnis verdichtet sich, dass Kristian hochgradig psychisch gestört sein muss. Dazu passt, dass er Trophäen seiner Mordtaten aufbewahrt: so zum Beispiel Gewebereste, die auf der Stoßstange des Autos zu finden waren, einen Fingernagel und einen Zahn. Jost Friedland versucht den Verdacht gegenüber seinem Sohn auf dessen Chef, den Autohändler Roger Wego, zu lenken, indem er das Nachtsichtgerät dort deponiert. Nachdem dies nicht den von ihm erhofften Erfolg bringt, kommt es in der Familie Friedland zu einer katastrophalen Entwicklung. Der Vater, der seine Familie bis zum Äußersten beschützen wollte, muss erkennen, dass sein Sohn zu einem unberechenbaren Mörder geworden ist und es nur eine Frage der Zeit ist, bis die Polizei dies beweisen kann. Um dies zu verhindern betäubt er Kristian mit einer Injektion, verstaut ihn im Kofferraum seines Autos und hofft ihn so unbemerkt außer Landes bringen zu können. Als die Polizei sein Haus stürmt, finden sie den Vater vor dem Fernseher, wo er sich mit Tränen in den Augen einen Film von Kristian als Kind ansieht.

## Hintergrund
Der Film wurde vom 3. Oktober 2016 bis zum 10. November 2016 in Bremen und Umgebung gedreht. Der Drehbuchautor Matthias Tuchmann starb kurz nach dem Ende der Dreharbeiten, am 24. November 2016, an einem Herzinfarkt. Die Premiere des Fernsehfilms fand am 3. März 2017 statt.
Während des Vorspanns wird das Lied „Ich öffne mich“ der Band Tocotronic eingespielt.
Kurz vor der Erstausstrahlung gaben Postel und Mommsen bekannt, 2019 mit dem Bremer Tatort aufzuhören.

## Rezeption

### Kritiken
„Diese in jeder Hinsicht außergewöhnliche 'Tatort'-Folge ist ein B-Movie zum Thema Mensch und Maschine geworden, ein kleiner kranker Film über das Auto als Welt- und Wohn-, als Religions- und Sexersatz. Kein Krimi für Hobbydetektive.“

„Das Besondere an dieser düsteren Geschichte ist auch, dass sie sich zwar am Ende brav und ARD-gemäß auflöst, aber trotzdem Entscheidendes offenlässt. Dinge nicht zu erklären, kann eine große Stärke sein für einen Film. Im deutschen Gebührenfernsehen wird davon aber nur äußerst selten Gebrauch gemacht.“

### Einschaltquote
Die Erstausstrahlung von Nachtsicht am 12. März 2017 wurde in Deutschland von 9,88 Millionen Zuschauern gesehen und erreichte einen Marktanteil von 26,7 % für Das Erste. In der Schweiz wurde der Tatort auf SRF 1 von 439.000 Zuschauern geschaut und erreichte einen Marktanteil von 24,0 %.